# لغة برمجة مرئية

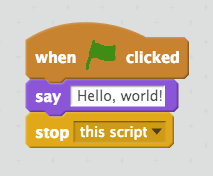
مثال على برنامج بسيط باستخدام سكراتش (Scratch)

في الحوسبة، لغة برمجة مرئية (بالإنجليزية: Visual Programming Language)‏ هي أية لغة برمجة تسمح للمستخدمين بإنشاء برامج عن طريق التلاعب بعناصر برنامج بيانيا بدلا من تحديدها حرفيا، أي أنها تسمح بالبرمجة بواسطة التعبيرات البصرية والترتيبات المكانية للنصوص والرسوم البيانية والرموز. على سبيل المثال، العديد من لغات البرمجة المرئية المعروفة باسم تدفق البيانات أو البرمجة البيانية تقوم على فكرة «الصناديق والأسهم» ، حيث يتم التعامل مع المربعات أو غيرها من كائنات الشاشة على أنها كيانات متصلة بواسطة أسهم أو خطوط أو أقواس والتي تمثل العلاقات.

## أبرز لغات البرمجة المرئية

### برمجة عامة
- دلفي
- فيجوال بيسك

### تعليمية
- أليس
- مخترع تطبيقات أندرويد
- سكراتش Scratch

### ألعاب الفيديو
- جيم ميكر GameMaker
- جي ديفيلوب GDevelop

### المحاكاة
- لغة البرمجة المرئية من مايكروسوفت